# Buitenrust (Blokker)
Hoeve Buitenrust, of Buitenrust is een stolpboerderij aan de Westerblokker in de Noord-Hollandse plaats Blokker. Het boerderijcomplex is sinds 2001 beschermd als rijksmonument.

## Het boerderijcomplex
Het boerderijcomplex bestaat uit de stolphoeve, een varkensstal en een smeedijzeren toegangshek op een dam. Het is afgescheiden van de straat door een kavelsloot. De voortuin en oprit zijn van elkaar gescheiden door een smeedijzeren hekwerk, dat van de voorgevel tot aan de wegsloot loopt.
De naam werd door de huidige eigenaar gegeven. Voorheen heette de hoeve Maria Hoeve. Toen was het vernoemd naar zowel de vrouw als de moeder van de eigenaar. De huidige naam komt ook voor op een polderkaart van de omgeving. Mogelijk gebruikte marcherende militairen uit Hoorn de directe omgeving van de boerderij om uit te rusten tijdens het marcheren.

### De stolp
De stolp stamt uit de 19e eeuw en is van het gedraaide Westfriese type. De huidige vorm stamt uit 1862, toen eigenaar Cornelis Blaauw opdracht gaf voor een verbouwing. De stolp werd in 1923 verkocht aan Tamis en Marie Vlaar. Hun zoon Jan erfde de boerderij en bleef tot 1995 werkzaam. Dat jaar ging het hele boerenbedrijf over naar het educatieve centrum en natuurpark Mak Blokweer.
De voor- en rechterszijgevel zijn beide rijker versierd dan de andere gevels. Deze twee zijn voorzien van rozetankers. De dars bevindt zich aan de zijkant in de oostelijke gevel. De deuren liggen iets naar achter, waardoor zij hoger zijn dan de rest van de gevel. Elke gevel is opgebouwd uit een andere steensoort.
De stolp is niet vierkant van vorm, maar rechthoekig. De nok van de stolp staat haaks op de weg. Twee van de vier dakschilden hebben een spiegel, te weten het voorschild en het rechterzijschild. Beide zijn voorzien van zwart geglazuurde dakpannen. Boven in het voorschild staat een van rode handvormsteen gemetselde schoorsteen. Het linker- en het achterdakschild hebben beide een dakpannenrand van dezelfde dakpannen als in de spiegels.
De voorgevel is gericht op het zuidoosten. In deze in kruisverband  gemetselde gevel bevinden zich twee deuren. Links een dagelijkse, en dus eenvoudige, deur en rechts een zogenaamde dodendeur. De voorgevel is opgedeeld door lisenen en op de hoeken van de voorgevel zijn hoeklisenen gebouwd. Alle vensters bestaan uit zes ruiten. Links en rechts van de dodendeur twee en links van de voordeur een. Boven de voordeur is een tweeruits bovenlicht geplaatst. Rechts van deze deur is in een van de lisenen een eerste steen geplaatst. De tekst luidt: "EERSTE STEEN GELEGD DOOR GREETJE METTES, 2 MEI 1862". In het midden van de gevel hangt onder de gootlijst een houten bord met daarop de naam van de boerderij.
De zijgevels zijn eenvoudiger gelaten. De rechter gevel is gemetseld in halfsteensverband. De gevel wordt onderbroken door vier vensters en geheel rechts in de gevel de iets terugliggende darsdeuren. Eind 2021 is een deel van de achtermuur door achterstallig onderhoud ingestort. Tijdens de stormen in februari 2022 raakte de rechter zijgevel zwaar beschadigd. Boven de darsdeuren een langwerpig bovenlicht met een roedeverdeling.
De linker gevel telt acht stalvensters met twee ruiten en een geheel rechts in de gevel met drie ruiten. Op halve hoogte zijn muurankers aangebracht. De gevel is lager dan de andere gevels, omdat deze buiten de gebinten uitsteekt. De ruimte achter de gevel wordt gedekt door een lessenaarsdak met zwart geglazuurde dakpannen.
In 1965 is de houten achtergevel vervangen door de huidige gemetselde gevel. Hierbij zijn twee betonnen, getoogde drieruits vensters geplaatst en een vierruits aan de rechterzijde. Tegen de achtergevel staat ook het voormalige boenhok. Het bakstenen boenhok is rechthoekig van vorm en heeft een lessenaarsdak. Van origine was het dak gedekt met zwarte geglazuurde dakpannen. Tegen de uitbouw staat ook een uit kalkzandsteen gemetselde wc-ruimte, welke in ieder geval tot 2003 nog niet aangesloten was op de gemeentelijke riolering.

#### Dodendeur
De dodendeur, ook wel rouw- en trouwdeur genoemd, is rijker gedecoreerd dan de voordeur. Deze deur wordt ook omgeven door twee (houten) van cannelures voorziene pilasters en een rijk gedecoreerd bovenlicht. Boven het bovenlicht dragen de pilasters een houten kroonlijst. De gietijzeren deurroosters zijn gedecoreerd met bloemmotieven, onder andere in het midden van het grootste rooster een vaas, ook het rooster in het bovenlicht is van gietijzer. De roosters zijn geverfd, hoofdzakelijk groen en wit, maar er zijn ook rode accenten aangebracht.
De deur is niet meer te gebruiken, doordat de vloer achter de deur verhoogd is. Dat er geen pad naar de deur leidt, is gebruikelijk bij dit soort deuren, net als het ontbreken van een deurklink, deurbel en brievenbus.

#### Interieur
Het vierkant is rechthoekig van vorm en heeft aan zowel de voor- als de achterzijde een overstek.
De woonvertrekken bevinden zich aan de zuidzijde van de stolp (voorzijde) en eveneens aan de noordzijde. Aan de zuidzijde bevindt zich eveneens de oorspronkelijke koestal, haaks hierop ligt de dars. In de woonkamer bevinden zich bedsteden. Voor verwarming is er mogelijk in de 18e eeuw een smuiger met ijzeren vloerplaat en tegels met verschillende voorstellingen geplaatst. Omdat de smuiger zeer waarschijnlijk ouder is dan de boerderij, komt deze vermoedelijk uit een gesloopte boerderij welke naast de huidige stolp heeft gestaan. Het plafond bestaat uit een balkenplafond. In een van de voorkamers is paneellambrisering aangebracht. De deuren tussen de twee kamers zijn voorzien van mousselineglas, gekleurd glas en geëtst glas voorzien van wijnranken. Het plafond in de zijkamer is geschilderd met polychrome florale patronen in het midden van het plafond en de hoeken.
De koestal, toegankelijk via de darsdeuren, is voorzien van een betonnen vloer en drinkgoot. Deze onderdelen zijn niet origineel. De houten muren hier zijn blauw geverfd. De eerste twee vakken van de stal vormen de zomerstal, hier verbleef de boerenfamilie gedurende de zomer.

### Veestal
Rechts, ten noordoosten, van de stolp ligt de voormalige veestal. Deze werd omstreeks 1930 gebouwd. Begin 21e eeuw is de stal ingestort door vermoedelijk een combinatie van achterstallig onderhoud en een storm. Hoewel het anno 2019 een ruïne betreft, is deze nog niet uit het rijksmonumentenregister uitgeschreven.
Van origine was de stal een bouwlaag hoog en had het een zadeldak met de nok haaks op de weg. Het linker dakschild was gedekt met rode Oudhollandse dakpannen en het rechter met zwarte, gesmoorde oudhollandse pannen.
De muren hadden een gecementeerde plint. De geveltoppen waren voorzien van smalle rabatdelen en rechte windveren. De voorgevel had ook in de top een luik met bovenlicht.

### Toegangshek
Vrijwel in het verlengde van de veestal ligt een toegangsdam met damhek. Het ongeveer 180 cm hoge, smeedijzeren toegangshek stamt uit de tweede helft van de 19e eeuw. Het is wit met groen geverfd. De dam waarop het staat meet 250 cm breed en was daarmee breed genoeg voor paardenwagen. Het hek bestaat uit twee delen tussen achthoekige staanders. De spijlen in het hek zijn allemaal voorzien van een decoratieve pijlpunt. Om te voorkomen dat mensen om het hek heen kunnen klimmen staan er naast de staanders ook twee gekrulde smeedijzeren "wangen". De staanders en pijlpunten zijn van gietijzer, het hek zelf is van smeedijzer.
Ter hoogte van de dagelijkse voordeur ligt in de sloot een betonnen loopbrug. Deze loopbrug is niet beschermd.